# Dissochaeta divaricata
Dissochaeta divaricata är en tvåhjärtbladig växtart som först beskrevs av Carl Ludwig von Willdenow, och fick sitt nu gällande namn av George Don jr. Dissochaeta divaricata ingår i släktet Dissochaeta och familjen Melastomataceae. Inga underarter finns listade i Catalogue of Life.